# Guy L'Écuyer
Pour les articles homonymes, voir L'Écuyer.
Guy L'Écuyer est un acteur et scénariste québécois né à Montréal le 26 juillet 1931 et mort le 20 septembre 1985 à Montréal (Canada) à l'âge de 54 ans.

## Biographie
Après avoir étudié au Théâtre du Nouveau Monde avec Jean Gascon, il y demeure en tant que comédien pendant quinze ans. Il joue également dans plusieurs films : La Vie heureuse de Léopold Z. (1965), Au clair de la lune (1983), J.A. Martin photographe (1977) et Lies My Father Told Me. Il personnifie le Docteur Macaroni à la télévision de Radio-Canada dans l'émission Picolo. C'est dans le rôle de Sancho Panza, au théâtre, que Guy L'Écuyer apparait pour la dernière fois.

## Filmographie

### comme acteur
- 1954 : 14, rue de Galais (série TV) : Le buandier
- 1957 - 1961 : La Pension Velder (Série TV)
- 1957 : Le Survenant (série TV) : Parfait
- 1957 : Radisson (série TV)
- 1957 : Au chenal du moine (série TV) : Parfait
- 1959 : Les 90 Jours : Albert Métivier
- 1965 : La Vie heureuse de Léopold Z. : Léopold Z. Tremblay
- 1965 : La Corde au cou : Bozo
- 1967 : Charlie's Day
- 1968 - 1971 : Picolo (Série TV) : Docteur Macaroni
- 1969 : Au bout de la ligne
- 1971 : Le Savoir-faire s'impose: 1re partie
- 1971 : Le Martien de Noël : Laframboise / Mr. frame
- 1971 : Les Mâles
- 1972 : Les Indrogables
- 1972 : L'Apparition
- 1972 : Le Temps d'une chasse : Willy
- 1973 : Trois fois passera
- 1973 : Tu brûles... tu brûles... : Son père
- 1974 : Night Cap
- 1974 : Le Grand Voyage
- 1974 : Bar Salon : Charles
- 1975 : Rosa (série TV)
- 1975 : La Petite Patrie : Monsieur Thibault
- 1975 : Cold Journey
- 1975 : Tout feu, tout femme : Le chef
- 1975 : Une nuit en Amérique : Fred
- 1975 : Lies My Father Told Me
- 1975 : Les Vautours
- 1976 : La Fleur aux dents : Sylvio
- 1976 : Parlez-nous d'amour : Le maquilleur
- 1976 : Ti-Cul Tougas
- 1976 : L'Eau chaude, l'eau frette : Panama
- 1977 : Duplessis (feuilleton TV) : Antonio Élie
- 1977 : Ti-mine, Bernie pis la gang...
- 1977 : J.A. Martin photographe : Raoul
- 1978 : Jacob Two-Two Meets the Hooded Fang : Master Fish
- 1978 : Duplessis (mini-série) : Antonio Élie
- 1980 : Fantastica : Pompier
- 1980 : Frédéric (série TV) : Louis
- 1980 : The Lucky Star : Antique Dealer
- 1980 : Les Chiens chauds : River Park Cop
- 1983 : Au clair de la lune : Albert
- 1983 : Maria Chapdelaine : Capitaine
- 1984 : Amuse-gueule

### comme scénariste
- 1983 : Au clair de la lune